# Calorhamphus fuliginosus
Calorhamphus fuliginosus е вид птица от семейство Megalaimidae, единствен представител на род Calorhamphus.

## Разпространение
Видът е разпространен в субтропичните и тропически влажни низинни гори на Борнео.